# Baak

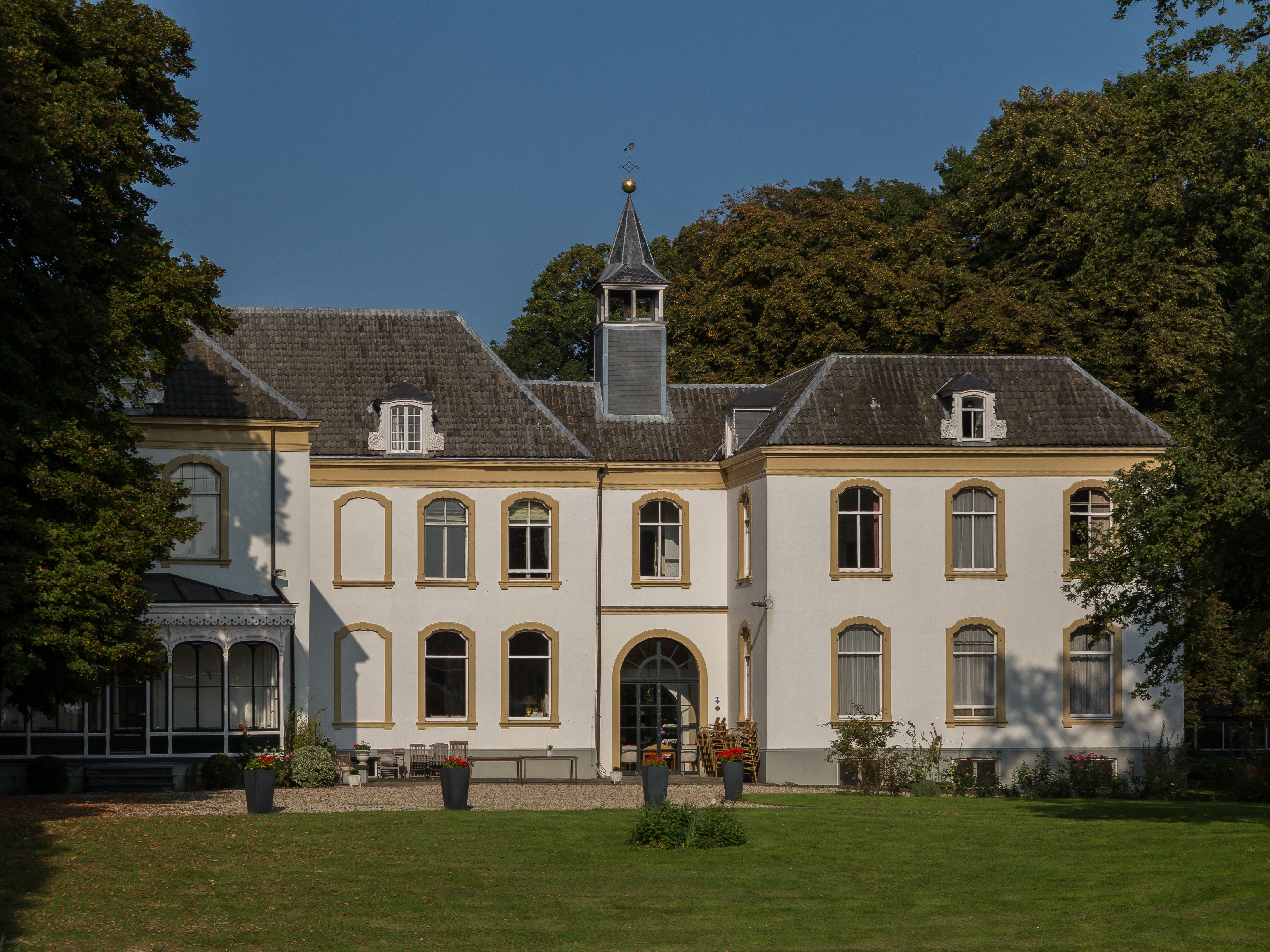
Villa: huis Baak

Baak est un village appartenant à la commune néerlandaise de Bronckhorst. Le 1er janvier 2007, le village comptait environ 1 200 habitants.